# گرانت گوردون
گرانت گوردون (انگلیسی: Grant Gordon; ۱۳ اکتبر ۱۹۰۰ – ۲۰ مارس ۱۹۵۴) بازیکن هاکی روی یخ اهل کانادا بود.
وی در مسابقات کشوری و بین‌المللی در مجموع برندهٔ ۱ مدال طلا شده‌است.